# Matsubara

Matsubara (松原市 Matsubara-shi?) este un municipiu din Japonia, prefectura Osaka.